# 톰 버라소
토머스 패트릭 "톰" 버라소(영어: Thomas Patrick "Tom" Barrasso, 1965년 3월 31일 ~ )는 미국의 아이스하키 선수, 지도자로 선수 시절 포지션은 골텐더이다. 내셔널 하키 리그(NHL)에서 18시즌 동안 활약하면서 버펄로 세이버스, 피츠버그 펭귄스, 오타와 세너터스, 캐롤라이나 허리케인스, 토론토 메이플리프스, 세인트루이스 블루스에서 뛰었다. 피츠버그 소속 시절인 1991년과 1992년에 스탠리 컵 2회 우승을 차지했다. 국제 대회에서는 미국 아이스하키 국가대표팀의 일원으로 활동하여 2002년 동계 올림픽에서 은메달을 획득했다. 2009년에 미국 하키 명예의 전당에 헌액되었다.
선수 은퇴 후 캐롤라이나 허리케인스의 코치를 맡았다. 2012년에는 콘티넨탈 하키 리그(KHL)의 팀인 메탈루르크 마그니토고르스크의 코치로 활동했고, 2016년에는 알프스 하키 리그의 아시아고 하키 감독으로 2017-18 리그 우승을 달성했다. 2018년 10월에는 엘리트 아이스하키 리그(EIHL)의 셰필드 스틸러스 감독이 되었으며, 현재는 이탈리아 하키 리그의 팀인 HC 바레세의 감독을 맡고 있다.